# FAM19A2
FAM19A2 (англ. Family with sequence similarity 19 member A2, C-C motif chemokine like) – білок, який кодується однойменним геном, розташованим у людей на 12-й хромосомі. Довжина поліпептидного ланцюга білка становить 131 амінокислот, а молекулярна маса — 14 620.
| 10         |  | 20         |  | 30         |  | 40         |  | 50         |
| ---------- |  | ---------- |  | ---------- |  | ---------- |  | ---------- |
| MSKRYLQKAT |  | KGKLLIIIFI |  | VTLWGKVVSS |  | ANHHKAHHVK |  | TGTCEVVALH |
| RCCNKNKIEE |  | RSQTVKCSCF |  | PGQVAGTTRA |  | APSCVDASIV |  | EQKWWCHMQP |
| CLEGEECKVL |  | PDRKGWSCSS |  | GNKVKTTRVT |  | H          |  |            |

A: Аланін

C: Цистеїн

D: Аспарагінова кислота

E: Глутамінова кислота

F: Фенілаланін

G: Гліцин

H: Гістидин

I: Ізолейцин

K: Лізин

L: Лейцин

M: Метіонін

N: Аспарагін

P: Пролін

Q: Глутамін

R: Аргінін

S: Серин

T: Треонін

V: Валін

W: Триптофан

Задіяний у такому біологічному процесі, як альтернативний сплайсинг. 
Локалізований у цитоплазмі.